# 壘固縣
壘固縣為緬甸克耶邦下轄的一个縣，面積為6,574.4平方公里，2014年人口243,718人。壘固為該縣之首府。

## 历史沿革
2022年4月30日，缅甸政府以代莫索镇区和普卢索镇区析置代莫索县。

## 行政区划
壘固縣下辖2镇区：
- 壘固鎮區（Loikaw Township）
- 夏道镇区（Shadaw Township）